# Juno Awards 2002
I Juno Awards 2002 si sono tenuti a Saint John's il 13 e 14 aprile 2002.

## Categorie
Lista parziale (sono incluse le categorie più importanti). In grassetto sono indicati i vincitori.

### Artista dell'anno
- Diana Krall
- Leonard Cohen
- Nelly Furtado
- Garou
- Amanda Marshall

### Gruppo dell'anno
- Nickelback
- Matthew Good Band
- Our Lady Peace
- Sum 41
- The Tea Party

### Artista rivelazione dell'anno
- Hawksley Workman
- Gabrielle Destroismaisons
- Jelleestone
- Maren Ord
- Thrust

### Gruppo rivelazione dell'anno
- Default
- Joydrop
- Smoother
- Sugar Jones
- Wave

### Album dell'anno
- Diana Krall - The Look of Love
- Sum 41 - All Killer No Filler
- Nickelback - Silver Side Up
- Our Lady Peace - Spiritual Machines
- Nelly Furtado - Whoa, Nelly!

### Album pop dell'anno
- David Usher - Morning Orbit
- Emm Gryner - Girl Versions
- Cowboy Junkies - Open
- Prozzäk - Saturday People
- Leonard Cohen - Ten New Songs

### Album rock dell'anno
- Nickelback - Silver Side Up
- Sum 41 - All Killer No Filler
- Big Sugar - Brothers and Sisters, Are You Ready?
- Sloan - Pretty Together
- Bif Naked - Purge

### Album di musica alternative dell'anno
- Rufus Wainwright - Poses
- The Constantines - Constantines
- The Joel Plaskett Emergency - Down at the Khyber
- Hawksley Workman - (Last Night We Were) The Delicious Wolves
- Rheostatics - Night of the Shooting Stars

### Singolo dell'anno
- Nickelback - How You Remind Me
- Wave - California
- Amanda Marshall - Everybody's Got a Story
- Sloan - If It Feels Good Do It
- Our Lady Peace - Life